# Hardin (Kentucky)
Pour les articles homonymes, voir Hardin.
La ville américaine de Hardin est située dans le comté de Marshall, dans l’État du Kentucky. Lors du recensement de 2010, sa population s’élevait à 564 habitants.

## Source
- (en) Cet article est partiellement ou en totalité issu de l’article de Wikipédia en anglais intitulé « Hardin, Kentucky » (voir la liste des auteurs).